# ミューチャー・コミュニケーションズ
株式会社ミューチャー・コミュニケーションズ（Muture Communications inc.）は2002年に株式会社プラティアの子会社として設立されたレコード会社である。旧社名はプラティア・エンタテインメント株式会社。

## 来歴
2005年9月5日、同社は社長・塔本一馬への株式譲渡によりプラティアから資本独立、プラティア・エンタテインメント株式会社から株式会社ミューチャー・コミュケーションズに社名変更した。塔本はソニー・ミュージックエンタテインメントに入社して音楽業界入り。その後、ポニーキャニオン、ワーナーミュージック・ジャパンと転籍していた。創業当時、同社提供のラジオ番組「FMトライアングル・スーパーオーディション」でミュージシャンを一般から募集した。

## 突然の会社破産
2007年7月19日、東京地方裁判所へ会社破産を申請。同年7月20日　同地裁より破産手続き開始決定を受けた。女子十二楽坊のブームも一巡し、他の所属歌手のヒット不在等で、2006年12月期の年売上高は約10億円と落ち込み、スタッフの流出や広告宣伝費の過剰投入での資金繰りが悪化し、会社破産の申請となった。

## 主要在籍アーティスト
- タタ・ヤン
- SeanNorth
- Wax

## 過去の所属アーティスト
- sacra（サクラ）→フォーサイド・ドット・コム内の自社レーベルへ移籍
- 大沢あかね→現在、ソロでの音楽活動を休止中
- 女子十二楽坊→EMIミュージック・ジャパンへ移籍
- Vo Vo Tau（解散）

## 販売委託企業
東芝EMI（当時）　社名変更前はキングレコード。